# François Rodriguez d'Evora y Vega

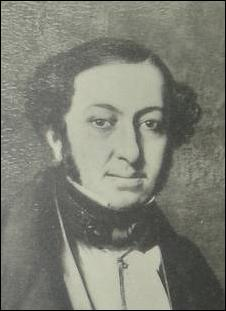

François Marie Ghislain Rodriguez d'Evora y Vega (Gent, 26 december 1791 - Bergen, 14 december 1840) was lid van het Belgisch Nationaal Congres.

## Levensloop
De familie Rodriguez d'Evora y Vega had in de 17de eeuw Spaanse adelbrieven gekregen en was al even lang in de Zuidelijke Nederlanden gevestigd.
François Rodriguez was de oudste van de zes kinderen van Emmanuel Rodriguez (1763-1845) en van Marie-Julie de Lens (1766-1838). Emmanuel Rodriguez speelde een rol binnen de nieuw opgerichte organen van Armenzorg en Burgerlijke Godshuizen, zowel in Gent als in de landelijke gemeente Lovendegem waar hij zijn kasteel had (thans kasteel Dons de Lovendeghem). Zo kwam het dat hij nauw samenwerkte met Petrus Jozef Triest, de stichter van de Broeders van Liefde en van de Zusters van Liefde.
Zelf was François in 1812 getrouwd met Justine du Mont, markiezin de Gages (1793-1855), de dochter van Fery de Gages en kleindochter van de eerste markies de Gages, François du Mont, die bekendheid verwierf als grootmeester van de vrijmetselaarsloges in de Oostenrijkse Nederlanden. Het echtpaar kreeg drie dochters. Het is zijn huwelijk dat Rodriguez van Gent naar Mons bracht.
In november 1830 werd Rodriguez door de kiezers van het arrondissement Zinnik naar het Nationaal Congres gestuurd. Hij ontmoette er zijn oom Charles Rodriguez d'Evora y Vega (1790-1868) die door de Gentse kiezers naar het Nationaal Congres was gestuurd. François speelde er een bescheiden en stilzwijgende rol. De eerste maand lijkt hij nog niet in Brussel te zijn aangekomen, want bij de grote stemmingen over de onafhankelijkheid van het land en de eeuwigdurende uitschakeling van de Nassaus was hij niet aanwezig. Bij de volgende grote stemmingen bracht hij een stem uit zoals de meerderheid: voor de hertog van Nemours, voor regent Surlet de Chokier, voor Leopold van Saksen Coburg en voor het Verdrag der XVIII artikelen. 
Na volbrachte taak keerde Rodriguez naar het privéleven terug, om na weinige jaren te sterven.